# ISO 3166-2:NL
ISO 3166-2:NL è uno standard ISO che definisce i codici geografici dei Paesi Bassi ed è un sottogruppo del codice ISO 3166-2.
Tali codici sono stati assegnati alle dodici province, le tre nazioni costitutive e le altrettante municipalità speciali del paese e sono formati dalla sigla NL-, seguita da due lettere; nel caso dei Paesi Bassi caraibici, la seconda parte è formata da un codice alfanumerico a due caratteri.

## Lista dei codici

### Province
| Codice | Provincia               |
| ------ | ----------------------- |
| NL-DR  | Drenthe                 |
| NL-FL  | Flevoland               |
| NL-FR  | Frisia                  |
| NL-GE  | Gheldria                |
| NL-GR  | Groninga                |
| NL-LI  | Limburgo                |
| NL-NB  | Brabante Settentrionale |
| NL-NH  | Olanda Settentrionale   |
| NL-OV  | Overijssel              |
| NL-UT  | Utrecht                 |
| NL-ZE  | Zelanda                 |
| NL-ZH  | Olanda Meridionale      |

### Nazioni costitutive e municipalità speciali
Sebbene siano incluse tra i codici ISO 3166-2 come suddivisioni amministrative dei Paesi Bassi, a ciascuna nazione costitutiva e municipalità speciale è stato assegnato anche un codice ufficiale ISO 3166-1.
| Codice | Nome           | Tipo                  | ISO 3166-1 alpha-2 |
| ------ | -------------- | --------------------- | ------------------ |
| NL-AW  | Aruba          | nazione costitutiva   | AW                 |
| NL-CW  | Curaçao        | nazione costitutiva   | CW                 |
| NL-SX  | Sint Maarten   | nazione costitutiva   | SX                 |
| NL-BQ1 | Bonaire        | municipalità speciale | BQ                 |
| NL-BQ2 | Saba           | municipalità speciale | BQ                 |
| NL-BQ3 | Sint Eustatius | municipalità speciale | BQ                 |